# 乳清チーズ
| ノルウェー特産のブルノストは、乳清と牛乳から作られる。 |  | ノルウェー特産のブルノストは、乳清と牛乳から作られる。 |
| ノルウェー特産のブルノストは、乳清と牛乳から作られる。 |  |                                                        |

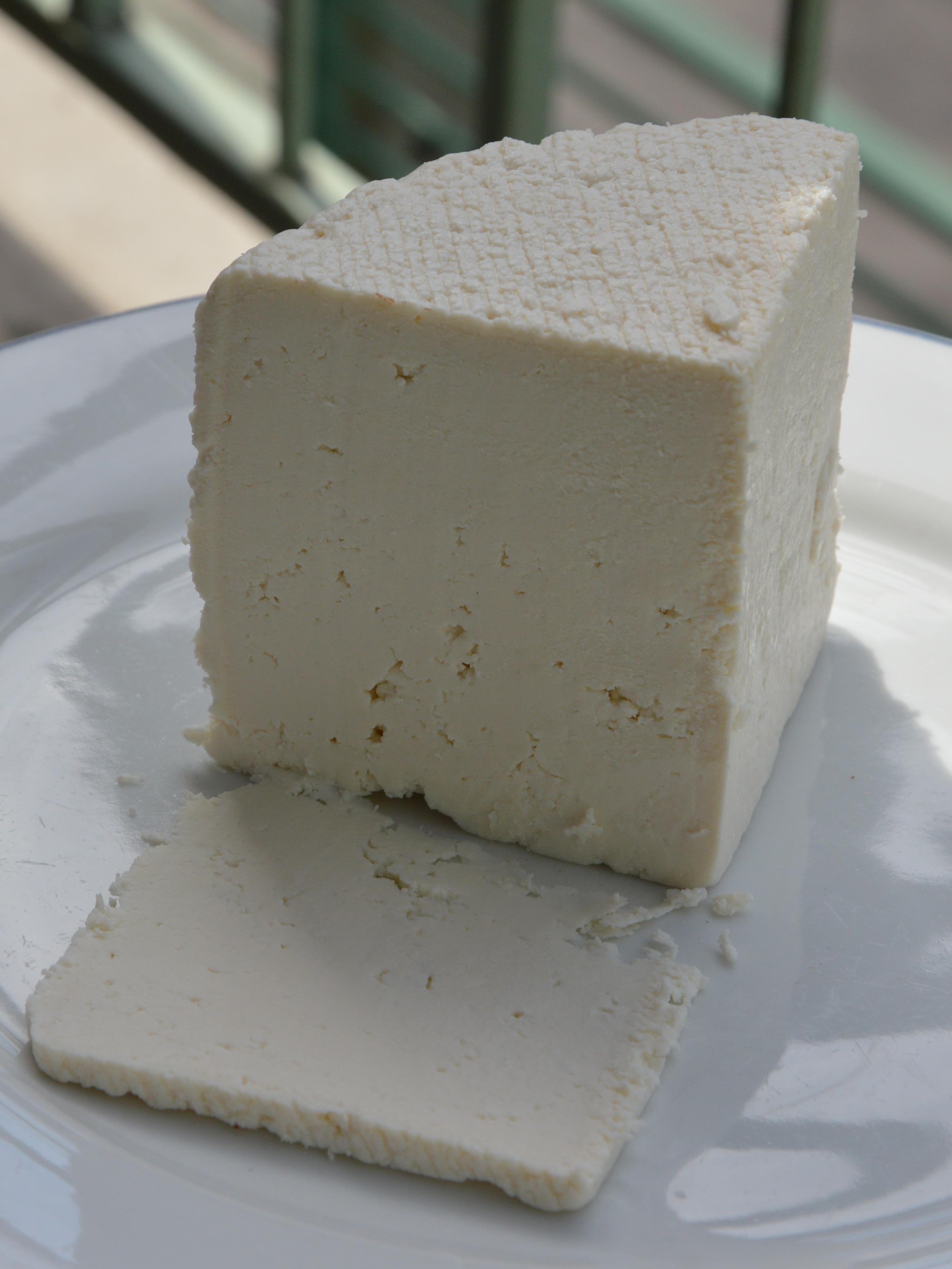
乳清チーズの一つ、ウルダ

乳清チーズ（にゅうせいチーズ）または、ホエーチーズ、ホエイチーズ (whey cheese) は、チーズを作る際に副産物として生成する乳清（ホエイ）から作られた乳製品である。チーズを作ったあとの乳清には乳固形分が約50%残っており、乳糖（ラクトース）とラクトアルブミンが多く含まれている。
乳清チーズは以下の2つに分けられる。
- アルブミンチーズ - 熱または酸で乳清中のアルブミンを凝固させて作る。リコッタ、ミチトラなど
- ノルウェーのブラウンチーズ - 乳清を熱して水分を飛ばし、それに含まれる乳糖をキャラメル化させて作る。ノルウェーでは、イェトスト（geitost、山羊のチーズ）、ミューソスト（mysost、乳清チーズ）とも呼ばれる。乳タンパク質を凝固させて作っていないため、厳密にはチーズではない[2][3]。

チーズと乳清チーズは国際食品規格委員会で別のものとして分類されており、乳精チーズはclass 1.3のチーズではなく、class 1.4、動物起源のその他のものとして扱われている。